# Orde van de Heilige Ferdinand en de Verdienste

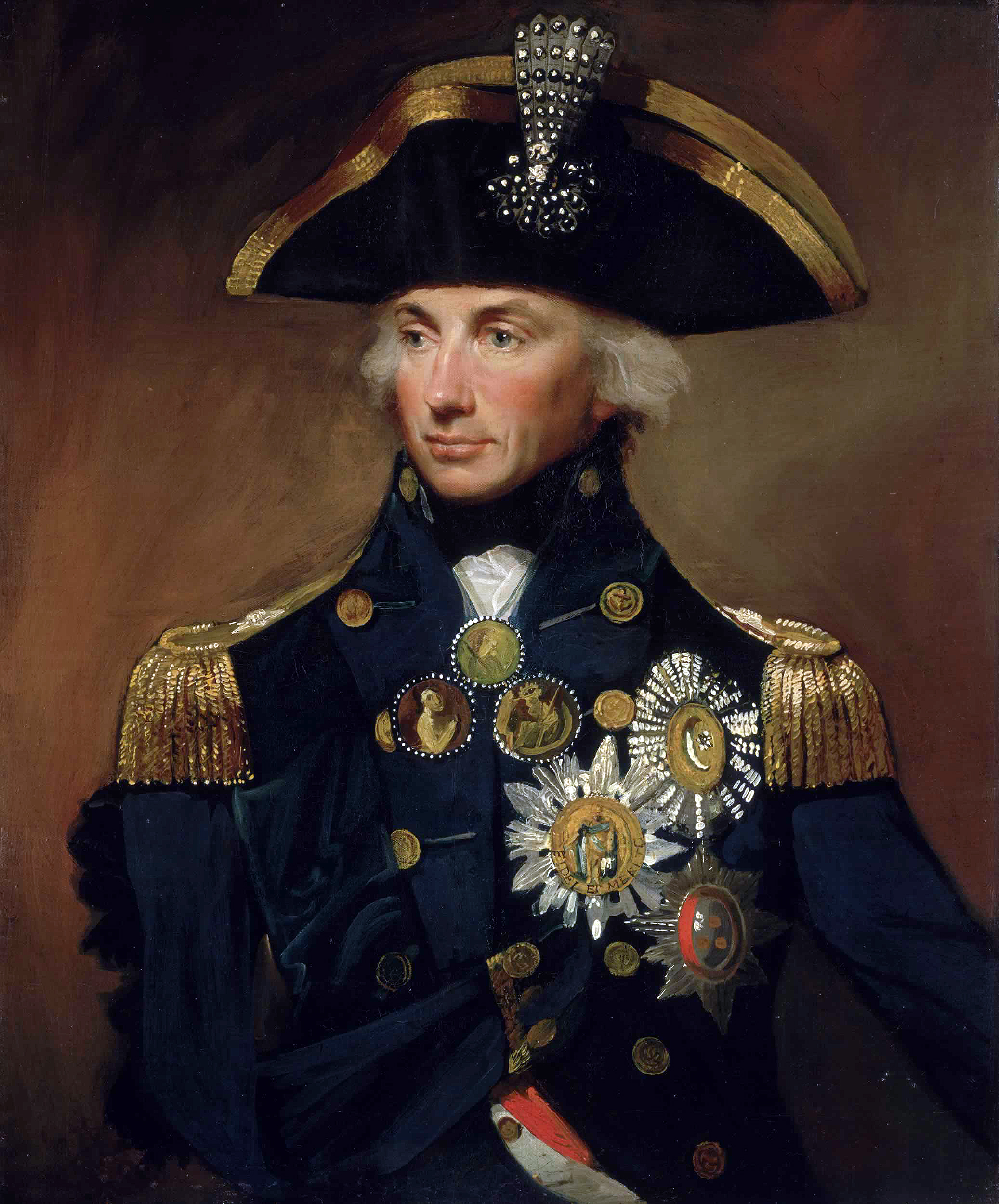
Admiraal Nelson redde de Napolitaanse koninklijke familie en werd met het Grootkruis gedecoreerd.

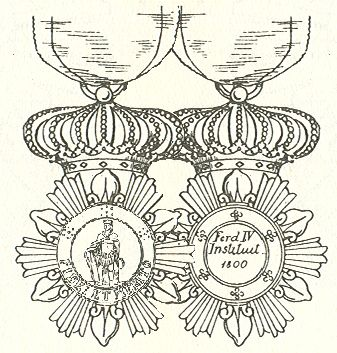
Ridder in de Orde van Sint-Ferdinand en de Verdienste Napels

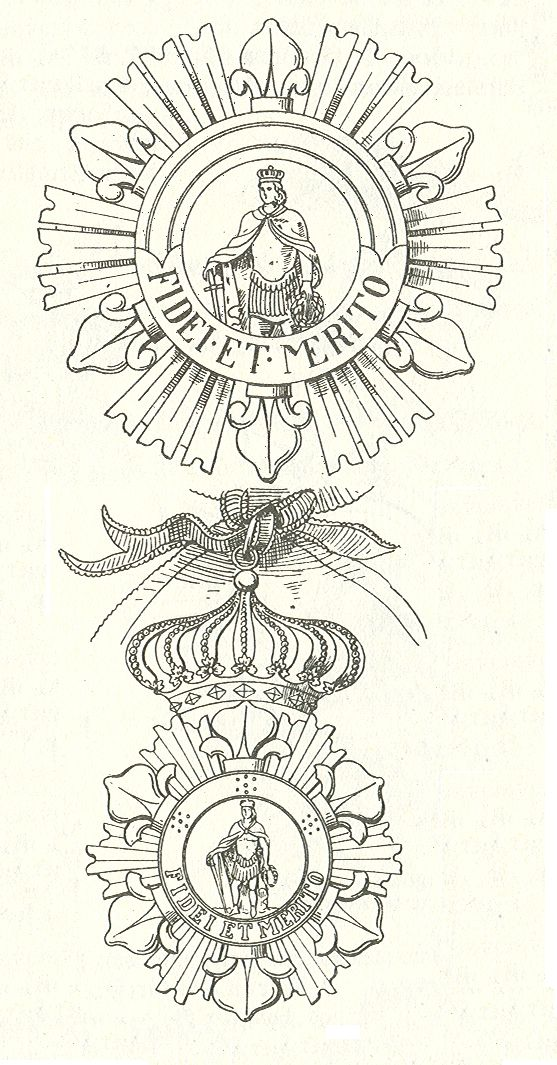
Grootkruis en ster

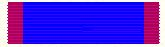
Het lint.

De Orde van de Heilige Ferdinand en de Verdienste, (Italiaans: "Real Ordine di San Ferdinando e del Merito") was een ridderorde van het Koninkrijk der Beide Siciliën.
Met Engelse hulp sloeg Koning Ferdinand IV van Napels in 1800 de opstand in Napels neer en maakte hij, gesteund door Admiraal Nelson, een einde aan de Parthenopeïsche Republiek die daar in navolging van de Franse Revolutie was gesticht.
Om zijn, vaak protestantse, Britse bondgenoten te kunnen decoreren stelde de koning een nieuwe ridderorde in. De oudere Orde van Sint-Januarius was immers voor katholieken gereserveerd.
Ook de leden van de nieuwe orde moesten katholiek zijn, maar er werden dispensaties verleend.
De "Orde van de Heilige Ferdinand en de Verdienste" werd op 1 april 1810 ingesteld en ontleende haar naam aan "de Protector en Koning Ferdinand de Grote van Castilië". Er waren drie graden en de onderscheidingen werden toegekend als beloning voor trouw en verdienste bij het heroveren van het gehele koninkrijk. Ook diensten aan de koning, het aanvuren van de bevolking in 's-Konings zaak, het dienen van de eer en de roem van het koninkrijk deden iemand voor een onderscheiding in deze orde in aanmerking komen. Lord Nelson was een van de eerste Grootkruisen.

## De graden van de orde
- Grootkruis
De vierentwintig Grootkruisen droegen een kleinood van de orde aan een keten of een breed lint over de rechterschouder. Op de linkerborst droegen zij een vergulde geborduurde ster. De Grootkruisen mochten zich "Excellentie" laten noemen en zij hadden privileges aan het hof.

In principe was deze onderscheiding bestemd voor generaals die een volledige overwinning behaalden.
- Commandeur
De Commandeurs droegen het kleinood aan een lint om de hals. In principe was deze onderscheiding bestemd voor generaals die een bevestigde stad met succes verdedigden of een bevestigde stad juist veroverden.
- Ridder
De Ridders droegen een kleiner kruis aan een lint op de linkerborst.

Iedere officier die in de strijd uitblonk of bijzondere verdiensten had kwam voor deze onderscheiding in aanmerking.

## De versierselen van de orde
Het kleinood was een door zes zilveren lelies en zes maal zes gouden stralen omring medaillon met een afbeelding van een als een Romeins veldheer met purperen mantel geklede heilige ten voeten uit op een grasgroene achtergrond. De Heilige Ferdinand draagt een gouden kroon en een gouden harnas hij steunt op zijn zwaard en houdt in de linkerhand een gevlochten groene lauwerkrans. Op de blauwe goudgerande ring rond het medaillon staat "FIDEI ET MERITO" geschreven in gouden letters. De gouden beugelkroon heeft zeven opstaande diademen.

Het kleinood was voor de drie graden gelijk maar verschilde wel in grootte. Op de keerzijde van het medaillon stond "FERDINAND IV INSTITUIT 1800" in zwarte letters op gouden achtergrond geschreven.
De ster was iets eenvoudiger uitgevoerd dan het kleinood en had zes zilveren lelies en zes maal drie korte gouden stralen om een medaillon met een portret als kniestuk van de Heilige Ferdinand. De ring was van goud en daarop was in zwarte letters "FIDEI ET MERITO" geschreven.
De keten bestond uit afwisselde schakels in de vorm van gouden lelies, torens, kronen en monogrammen van de stichter.
Het ordekostuum was van goud- of zilverkleurige stof en de purperen mantel van de Grootkruisen en de blauwe mantel van de ridders werd met grote geborduurde sterren versierd. Grootkruisen droegen een steek met en rood-blauw-rode verenbos. Commandeurs droegen blauwe veren en Ridders rode veren.
Het lint van de orde was donkerblauw met purperrode biezen.
Op 25 juli 1810 werden een gouden eremedaille en een zilveren Eremedaille aan de orde verbonden.
De orde werd na het verenigen van Napels en Italië op 17 december 1860 afgeschaft. De huidige pretendent van de Napolitaanse troon verleent de Orde van de Heilige Ferdinand en de Verdienste niet meer.